# Marilyn Hall Patel
Marilyn Hall Patel (Amsterdam, Nueva York, 1938) es una abogada, docente y jueza estadounidense. 
Patel fue la primera mujer nombrada en el Tribunal de Distrito de los Estados Unidos para el Distrito del Norte de California. Fue nominada por el presidente estadounidense Jimmy Carter. Patel ocupó el cargo de jueza desde su confirmación en 1980 hasta su retiro en 2012.

## Biografía
Se formó en la Universidad de Fordham y Colegio de Wheaton.  Trabajó como abogada del Departamento de Justicia para el Servicio de Inmigración y Naturalización de 1967 a 1971.
Fungió como jueza de la Corte de Distrito de los Estados Unidos para el Distrito Norte de California.
En 1966, Patel se casó con el banquero indio estadounidense Magan C. Patel. La pareja tiene dos hijos. Patel ganó el Premio Pájaro Rosa de Mujeres Abogadas de California en 2003.

## Ámbito legal
En su desempeño la jueza Patel es conocida por su independencia e integridad y sus opiniones reflejan su inspirador compromiso con la justicia y la imparcialidad.
En 1966, formra parte del Caso Bernstein contra el Departamento de Estado de los Estados Unidos, Patel falló a favor del instructor, citando fundamentos de la Primera Enmienda para declarar que los derechos de libertad de expresión protegían el código fuente del software.
En 1999, Patel determinó que la disposición de los grandes almacenes Macy's violaba la Ley para Estadounidenses con Discapacidades de 1990, lo que obligaba a la cadena a ampliar significativamente los pasillos entre las mercancías. Muchos otros minoristas en otras jurisdicciones siguieron su ejemplo.
En 2000, participa como jueza en el Caso Metallica contra Napster.  El proceso judicial llevo a la banda estadounidense Metallica a demandar a la empresa Napster por distribuir su música en línea.